# Бердия
Бердия (устар. Бердич, Вербия, Вердня) — река в России, протекает по Иловлинскому и Дубовскому районам Волгоградской области. Левый приток Иловли, бассейн Дона. Длина реки составляет 74 км, площадь водосборного бассейна — 1280 км².

## География
Бердия начинается западнее села Горная Пролейка, в нескольких километрах от Волги. Течёт на запад. На правом берегу находится село Усть-Погожье, за которым впадает правый приток Погожая. Ниже по течению слева хутор Петропавловка, за которым впадает левый приток Бердейка. Перед устьем на реке расположены сёла Большая Ивановка и Чернозубовка. Бердия впадает в Иловлю в 67 км от устья последней. Высота устья — 48,5 м над уровнем моря.

## Данные водного реестра
По данным государственного водного реестра России относится к Донскому бассейновому округу, водохозяйственный участок реки — Иловля, речной подбассейн реки — Дон между впадением Хопра и Северского Донца. Речной бассейн реки — Дон (российская часть бассейна).
Код объекта в государственном водном реестре — 05010300412107000009416.